# Крапчатая месалина
Крапчатая месалина (лат. Mesalina guttulata) — вид настоящих ящериц из рода афроазиатских ящурок, обитающий в каменистых пустынях и полупустынях Северной Африки и Сахары. Ранее к этому виду относили также Mesalina arnoldi, M. austroarabica и M. bahaeldini.
Длина тела до 18 см, включая хвост, составляющий до двух третьих общей длины.
Распространена от Мавритании и Западной Сахары на западе через Северную Африку и Сахару (Марокко, Мали, Алжир, Нигер, Тунис, Ливия,  Чад), до Египта и северного Судана на востоке. Известна изолированная находка из Эритреи. Обитает в каменистых пустынях, на скальных выходах, в степях, встречается на прибрежных песчаных дюнах и около солёных маршей.
Ведёт дневной образ жизни, перемещаясь между камнями в поисках пищи. В наиболее жаркие летние дни большую часть дня проводит в тени. В солнечные дни может быть активна и в зимнее время. Застигнутая на открытой местности, спасается бегством, ища укрытия между камнями. В случае необходимости отбрасывает хвост. Является засадным хищником, питается мелкими членистоногими, включая скорпионов, иногда червей. Спаривание происходит весной. Самка делает в год несколько кладок от 2 до 7 яиц. Срок жизни в природе не более одного года. Большинство взрослых особей не доживают до появления потомства.